# Acidente do Cessna Citation prefixo N66BK em 2021
Em 29 de maio de 2021, um Cessna 501 Citation I/SP caiu no Tennessee, nos Estados Unidos. Todos os sete ocupantes morreram, incluindo o ator americano Joe Lara, conhecido por seu papel no seriado As Aventuras Épicas de Tarzan, e sua esposa Gwen Shamblin Lara. A causa do acidente está sendo investigada pelo National Transportation Safety Board (NTSB).

## Acidente
A aeronave, um modelo de 1982, decolou do aeroporto de Smyrna, Tennessee, às 10h50, para um voo privado. Após a decolagem, a aeronave fez uma curva à direita e subiu a uma altitude de 2 900 pés (880 m) antes de descer para 1 800 pés (550 m), subindo novamente para 3 000 pés (910 m), e de repente descendo rapidamente para o lago. Registros da torre de controle mostram a aeronave a 700 pés (210 m), descendo 31 000 pés por minuto.
Relatórios meteorológicos indicaram a presença de uma camada de nuvem a 1 300 pés (400 m) durante o voo.

## Rescaldo
Em 1º de junho de 2021, os investigadores recuperaram dois terços da aeronave, algumas das partes recuperadas incluem os dois motores, a porta e parte da janela da cabine, os três trens de pouso, uma parte significativa da fuselagem, além de restos mortais não identificados. Não havia evidência de um incêndio em qualquer uma das seções recuperadas. O avião não estava equipado, nem era necessário estar equipado com um gravador de dados de voo (FDR) ou um gravador de voz do cockpit (CVR).
As autoridades nomearam as sete vítimas, todas elas líderes da Igreja Remnant Fellowship. Embora inicialmente não estivesse claro quem estava pilotando a aeronave quando ela caiu, Joe Lara e outra vítima eram pilotos, mas de acordo com os registros de certificação, o outro homem não tinha a qualificação para voar o jato.
A Aviation International News disse que Joe Lara tinha certificado médico válido e que ambos os pilotos tinham classificações de multi-motor e voo por instrumentos. De acordo com o relatório preliminar do Conselho Nacional de Segurança nos Transportes, o piloto possuía certificado de piloto comercial com classificações para solo monomotor, solo multi-motor, voo por instrumentos e helicóptero de asa rotativa. O piloto também tinha qualificação de tipo sem restrições e seu mais recente certificado médico de Segunda Classe da Administração Federal de Aviação (FAA) foi emitido em 12 de novembro de 2019, com a limitação de que ele "deve usar lentes corretivas". O piloto contabilizava 1.680 horas de voo, 83 delas no avião em questão.